# Беклантс, Ян
Ян Беклантс (нидерл. Jan Bakelants; род. 14 февраля 1986, Ауденарде, Бельгия) — бельгийский профессиональный шоссейный велогонщик. Победитель этапа и временный обладатель жёлтой майки юбилейного 100-го Тур де Франс.

## Победы
2008
- Тур де л'Авенир — этап 6 и генеральная классификация

2013
- Чемпионат Бельгии, групповая гонка — 3-е место
- Тур де Франс — этап 2,  лидер общего зачёта после 2-го этапа
- Гран-при Валлонии

2014
- Критериум Дофине — этап 6

2015
- Джиро дель Эмилия
- Джиро дель Пьемонте

2016
- Тур Средиземноморья — этап 4

## Статистика выступлений наГранд Турах
| Гранд Тур | 2010 | 2011 | 2012 | 2013 | 2014 | 2015 | 2016 | 2017 |
| --------- | ---- | ---- | ---- | ---- | ---- | ---- | ---- | ---- |
| Джиро     | 36   | 23   | 34   | -    | -    | -    | -    | -    |
| Тур       | -    | -    | -    | 18   | 24   | 20   | 50   | 22   |
| Вуэльта   | 17   | 31   | 22   | -    | -    | -    | 17   | -    |